# فقدان الذاكرة (أنمي)
أمنسيا (باليابانية: アムネシア تُنطق باليابانية: أمُنيشيا وتترجم حرفياً إلي: فقدان الذاكرة) هي رواية مصورة يابانية من إنتاج شركة إيدول فاكتوري. تم إطلاقها لأول مرة في أغسطس 2011 وكانت متاحة في البداية بصيغة بي أس بي ومن ثم تم إصدار قرص فان دي في دي في اليابان تحت أسم أمنيسيا لايتر Amnesia Later في 15 مارس 2012. وتم إصدار تكملة أخرى بعنوان أمنيسيا كراود Amnesia Crowd في 18 أبريل 2013. تم دمجها لاحقًا مع الإصدار الذي رُبط مع اللعبة الجديدة التي أٌصدرت لمنصة بي أس فيتا بعنوان «امنيسيا لايتر أكس كراود في أيديشين Amnesia Later x Crowd V Edition» في 16 أكتوبر 2014. نظرًا للنجاح الكبير الذي حققته هذه السلسلة بشكل جيد في اليابان، بحيث أنتجت العديد من البضائع مثل الأقراص المضغوطة والأقراض الموسيقية للشخصيات والكتب المصورة التي تتحدث عن القصة. وفي عام 2013 تم إنتاج المسلسل التلفزيوني من قبل أستديو برينز بيس

## القصة
تدور قصة اللعبة على أنها لعبة أوتومي. مثل معظم ألعاب الأتومي، حيث يأخذ اللاعب دور هيروني التي تعد البطلة يمكنها الاختيار من بين مجموعة متنوعة من الشخصيات الذكورية باعتبارها «حبيبها».
في لعبة أمنيسيا، تعتمد الشخصيات الذكورية التي يمكن لهيروني التفاعل معها على رموز البذلة الرمزية من مجموعة بطاقات مع نقس خطوط القصة التالية (المعروفة باسم `` المسارات '') في اللعبة: القلب والباستوني والأسباتي والماسة والجوكر. اعتمادًا على المسار الذي تم اختياره، تختلف علاقة اللاعب بكل شخصية. وكل مسار هو عالم مواز حيث تسعى البطلة لفهم المزيد عن شخصيتها الذكورية المختارة.
تحكي اللعبة أن هيروني فتاة تصاب بفقدان الذاكرة وفتفقد كل ذكرياتها عن وضعها الحالي وأسلوب حياتها. تركز اللعبة على الإجراءات والقرارات التي يجب أن تتخذها البطلة من أجل استعادة ذكرياتها. منذ إصابتها بفقدان الذاكرة، لكن تتابع البطلة روح تسمى أوريون وتعطيها النصيحة وتبين لها منظور الأشياء، كما أنها توفر لها ذلك «الصوت الداخلي». يعمل أوريون أيضًا باعتباره الراوي الرئيسي للقصة خاصة في تكميلات القصة اللاحقة. يحتاج أوريون إلى هيروني لمساعدتها لاستعادة ذكرياتها وإلا فلن يتمكن من المغادرة والعودة إلى عالمه الخاص.
مثل العديد من ألعاب الأوتامي، تجري الأحداث على إطار زمني ثابت. ومع ذلك، على عكس العديد من الألعاب، فإن كل مسار في اللعبة هو عالم مواز. الأحداث التي تحدث في أحد المسارات ربما تكون أو لم تحدث في مسارآخر. حيث تختلف العلاقات السابقة للبطلة قبل فقدان الذاكرة في كل مسار. كما أصيبت هيروني بفقدان الذاكرة بشكل مختلف في كل مسار. وبالتالي، فإن لعب هذه اللعبة يختلف عن كل لعب ألعاب أوتومي الأخرى لأنه حتى الأحداث الرئيسية في القصة ليست ثابتة.

## الشخصيات

### الشخصيات الاساسية
هيروني (باليابانية: 主人公 تُنطق باليابانية: شوجينكو)
مؤدية الشخصية: كاوري نازوكا
بطلة القصة التي فقدت ذكرياتها. في اللعبة، تتابعها أوريون وتدعمها في كل طريق لاستعادة ذكرياتها. في تكيف الأنمي، ليس لديها اسم واضح، وليس من الواضح ما هو المسار الذي تختاره أو إذا اختارت طريقًا على الإطلاق - ألمح إلى أن الطريق ربما يكون Uky Uk بسبب تشغيل أغنية الأغنية الخاصة به. تبلغ من العمر 18 عامًا وهي طالبة جامعية في السنة الأولى تدرس علم النفس. كما أنها تعمل بدوام جزئي في "Meido no Hitsuji".
شين (باليابانية: シ ン)
مؤدي الشخصية: تيتسويا كاكيهارا
يبلغ شين من العمر 17 عامًا، وهو طالب في المدرسة الثانوية يدرس بجد لدخول الجامعة. كلا من شين وتوما أصدقاء الطفولة لهيروني. قتل والده عن طريق الخطأ رجلاً كان تحت تأثير الكحول - تعرض للتنمر وتجنبه بسبب ذلك خلال طفولته. يحاول شين صنع مستقبل ناجح لنفسه لمنع الناس من مقارنته بوالده. هو صديق لهيروني في احدي مساراتها، ولكن لديه ميل في وصفها بأنها أحمق والوقاحة تجاهها كثيرًا. يستمتع بلعب ألعاب الورق وهو عضو في نادي المضمار والميدان. حيواناته المفضلة هي الكلاب، ويحب صودا البطيخ بحيث يظهر هذا بشكل واضح في الأنمي واللعبة والعديد من الأقراص المدمجة الدرامية وهو شخص متحفظ وغامض. مساره الرمزي في اللعبة هو مسار «القلب».
إيكي (باليابانية: イ ッ キ)
مؤدي الشخصية: كيشو تانياما
يبلغ إكي 22 عامًا وهو طالب جامعي في السنة الرابعة. هو أفضل أصدقاء لكينت وله أخت صغيرة تبلغ من العمر 19 عامًا (في اللعبة). تشمل هوايات إيكي لعب السهام والبلياردو وتنس الطاولة، بالإضافة إلى حل ألغاز كينت الرياضية. إنه بارع بشكل ملحوظ في «أي شيء يتطلب منه استخدام يديه». حيوانه المفضلة هو الهامستر على ما يبدو. عندما كان طفلاً، تمنى من إحدى الشهب التي شاهدها في السماء أن تحبه الفتيات وتمنحه نظرات تجعله لا يُقاوم من قبل أي امرأة. ولكن مع مرور الوقت، بدأ يفكر في الأمر على أنه لعنة. ومع ذلك، فأن نظراته الجذابة لا تؤثر على هيروني، ولهذا السبب يقع في حبها في إحدى مساراتها. دائمًا ما يكون إيكي محاط بالفتيات ولديه ناد للمعجبات بحيث يقوم بفعل حرفياً أي شيء بالنسبة له ليكون لهم - يضايقون هيروني في الكثير من الأحيان بسبب قربها منه. يواعد النساء لمدة ثلاثة أشهر قبل أن ينفصلوا عنه بسبب أن نادي المعجبين لديه قاعدة مشاركته والسماح لأعضاء النادي فقط بمواعدته لمدة ثلاثة أشهر، على الرغم من أنه غير مدرك لذلك. مساره الرمزي في اللعبة هو مسار «الباستوني» وبجانب ذلك هو شخصية مشهور وذو شعبية بين الفتيات فقد تمنى عندما كان صغيرا ان يكون هكذا عندما يكبر وتحققت أمنيته ولكنه بدأ يشعر بالاستياء من كونه بهذه الشخصية لأنه لا يستطيع أن يحس بقرب أي أحد إليه بسب شعبيته.
كينتو (باليابانية
ケ ン ト)
مؤدي الشخصية: أكيرا إيشيدا
كينتو يبلغ من العمر 25 عامًا وو هو خريج جامعي، بالإضافة إلى إنه أفضل صديق لإيكي فأنه تعرف علي هيروني من خلال كونه معلمها. وربياه والديه علي الاعتقاد بأن كل شيء له استنتاج المنطقي، وبالتالي فهو يعتقد أنه يمكن حل أي شيء باستخدام المنطق. في مساره، يواجه كينتو صعوبة في إظهار مشاعره تجاه هيروني. تشمل اهتماماته ابتكار الألغاز الرياضية لإيكي ومراقبة الأشياء ولكينتو شخصية ذات فكر ثقافي جدا وهو ما انعكس أيضا على صداقاته وعلاقاته بالآخرين.وأيضا لطيف جدا ومثير للاهتمام. مساره الرمزي في اللعبة هو مسار «الأسباتي».
توما (باليابانية
ト ー マ)
مؤدي الشخصية: ساتوشي هينو
يبلغ توما من العمر 19 عامًا وهو طالب جامعي في السنة الثانية. هو صديق الطفولة لكل من شين وهيروني، ويعد بمثابة الشقيق أكبر لكليهما. يحب هيروني ولكن لديه شخصية ياندري (شخصية تبالغ في حباها) في عدد قليل من المسارات. بالإضافة إلى كونه في عدد من نوادي المدارس، بما في ذلك كرة القدم والبث والرماية والصحيفة، يستمتع توما بلعب كرة السلة وركوب الدراجات وتصفح الإنترنت ولعب ألعاب الفيديو والطهي والقراءة. مساره الرمزي في اللعبة هو مسار «الديناري». تم الكشف عن حب توما لهيروني في عالمين (شين ومساره الخاص) ويعد شخص دائما سعيد ولطيف جدا وحنون مع الجميع.
أوكيو (باليابانية
ウ キ ョ ウ)
مؤدي الشخصية: كوكي مياتا
أوكيو مصور يبلغ من العمر 24 عامًا يتمتع بشخصية منقسمة يبدو أنه يعرف هيروني، ولكنه لا يزال بعيدًا عنها. إنه في العديد من الأندية المختلفة: الترياتلون، التشجيع، رقص الهولا، كرة القدم، لاكروس، الرجبي، الكابادي ، الرقص، ركوب الخيل والمزيد. طريقه الرمزي في اللعبة هو طريق «الجوكر». تم الكشف في هذا الطريق أنه تمنى لرئيس أوريون نهيل أن يترك البطلة تعيش، وبالتالي عليه أن يموت في كل طريق تعيش فيه، حيث لا يمكنهم العيش معًا في نفس العالم.

### الشخصيات الآخري
أورين (باليابانية
オ リ オ ン تُنطق باليابانية: أولين)
مؤدية الشخصية: هيرومي إيغاراشي
هو جنية جاءت من عالم مختلف تمامًا. من وجهة نظر البشر، تأخذ مظهر صبي يبلغ من العمر اثني عشر عامًا. يرتدي ملابس غريبة. لا أحد يستطيع رؤيته أو سماعه إلا هيروني ويجب أن يساعدها في أستعادة ذكرياتها حتي تعود لعالمها .
سوا (باليابانية
サ ワ)
مؤدية الشخصية: ساتومي موريا
هي طالبة جامعية ذات شخصية مشرقة ورياضية. إنها أفضل صديقة لهيروني. تتحدث بطريقة حيوية للغاية، لكنها شخص يمكنك الاعتماد عليه. في مسار إيكي، لا تعمل في المقهى، لكنها لا تزال صديقة جيدة لهيروني.
ميني (باليابانية
ミ ネ)
مؤدية الشخصية: كانا أكوتسو
، هي زميلة هيروني الاصغر سناً في المكان الذي تعمل فيه بدوام جزئي لذلك يطلق عليها لفظ كوهاي (هو لفظ ياباني يطلق علي الزميل الاصغر سناً عكس كلمة سينباي). لديها مشاعر حب تجاه إيكي في معظم المسارات، لكنها تحب واكا في مسار كينتو.
ريكا (باليابانية
リ カ باليابانية: ليكا)
مؤدي الشخصية: يوشيدا سايكو
هي امرأة غامضة ترتدي ملابس قديمة الطراز. هي رئيسة نادي إيكي للمعجبين . ريكا مهذبة، لكنها باردة بشكل رهيب تجاه هيروني في معظم المسارات.
واكا (باليابانية
ワ カ)
مؤدي الشخصية: تاكاهاشي هيدينوري
هو مدير المكان التي تعمل فيه هيروني بدوام جزئي. إنه رجل أعمال حكيم يحمل سياسة حازمة. يبدو أن لديه عادة أن يكون مخلصًا للغاية للأيديولوجيات التي يؤمن بها، وخارجياً، لديه القليل من السلوك المتهور. في اللعبة شخصية واكا مختلفة اعتمادًا على مسار اللاعب.
لوكا (باليابانية
ル カ باليابانية: روكا)
مؤدي الشخصية: يوشيماسا هوسويا
لوكا فرد غامض ويلعب دورًا مهمًا في القصة . في وقت لاحق تم الكشف عن أنه الأخ الأكبر لريكا.

## وسائل الإعلام

### القصص مصورة يابانية
خلال حفل أوتامي 2012، تم الإعلان عن إنتاج تلفزيون أنمي مع البث المتوقع في عام 2013.  والشارة الافتتاحية هي "Zoetrope" غناء ناجي ياناغي وشارة النهاية هي "Recall" غناء راي. تم بث المسلسل في الفترة من 7 يناير 2013 إلى 25 مارس 2013 وتم إنشاءه بواسطة أستديوهات برينز بيس

## الاستقبال
| استقبال |                                                                   |
| --- | ----------------------------------------------------------------- |
| مجموع النقاط المجموع نقاط ميتاكريتيك ( الذكريات ) علي الحاسوب : 72/100 [ 1 ] ( الذكريات ) علي بي أس فيتا: 72/100 [ 2 ] درجة المراجعة نشرة نقاط تاتش آركيد ( الذكريات ) آي أوه أس : [ 3 ] |                                                                   |
| مجموع النقاط |                                                                   |
| المجموع | نقاط                                                              |
| ميتاكريتيك | (الذكريات) علي الحاسوب : 72/100 (الذكريات) علي بي أس فيتا: 72/100 |
| درجة المراجعة |                                                                   |
| نشرة | نقاط                                                              |
| تاتش آركيد | (الذكريات) آي أوه أس :                                            |

بشكل عام، تم تقييم الأنيمي أمنيسيا بشكل سيئ. وقد أعطت ريبيكا سيلفرمان من Anime Anime Network النصف الأول من الدرجة (جيد) بشكل عام، وعلقت على أنه «أجزاء من الانمي رائعة ... بينما الأجزاء الأخرى مزعجة بشكل كبير»، وقالت إن العرض «يبدو في الأساس وكأنها تشاهد شخصًا آخر يلعب هذه اللعبة».
و يرى ماثيو لي، الذي يكتب في Twitch Film ، أن قصة أنمي " أمنيسيا " لا تقدم أي اهتمام بخلاف السؤال الملح عن ماذا يعنى هذا بحق الجحيم ؟ ". صنف سيب ريد من UK Anime Network الأنمي على أنه يستحق 4 من أصل 10 ووصفه الأنمي بأنه "أفضل أنمي يجب أن يتم نسيانه ." بينما أعطت سيلفرمان النصف الثاني من الدرجة الكلية (سيئ)، قائلة "في نهاية المطاف انتهي (أنمي) أمنيسيا عند بدايته - بنفس الطريقة الرائعة التي تخلع بها الأسنان (التي تسبب لك وجعاً كبيراً) - لكن التعويض الحقيقي الذي قدمه لك أنك تخلصت من هذا الشعور السيئ تماماً ".
.لم يتم العثور على روابط لمواقع التواصل الاجتماعي.

 .لم يتم العثور على روابط لمواقع التواصل الاجتماعي.

## وصلات خارجية
- أمنيسيا في قاعدة بيانات الرواية المرئية
- أمنيسيا ليتر في قاعدة بيانات الرواية المرئية
- أمنيسيا كراود في قاعدة بيانات الرواية المرئية
- أمنيسيا وورد في قاعدة بيانات الرواية المرئية